# Lady Dynamite
Pour le film homonyme de Giuseppe Vari, voir La padrina.
Lady Dynamite est une sitcom américaine en vingt épisodes d'environ 30 minutes créée par Mitch Hurwitz et diffusée entre le 20 mai 2016 et le 10 novembre 2017 sur Netflix.

## Synopsis
Après sa dépression, Maria Bamford ne sait pas trop comment faire face, mais, humoriste professionnelle, elle tente de refaire surface vaille que vaille avec son caractère bien que la vie la challenge sans cesse.
Ses efforts en mode survolté et les obstacles du quotidien sont autant de trémolos dans sa partition déjantée de la mélodie du bonheur, mêlée de rêve américain typique, "mode humour on".
Inspiré de la propre vie de Maria Bamford, actrice du rôle principal.

## Distribution

### Acteurs principaux
- Maria Bamford (en) (VF : Laëtitia Godès) : Maria Bamford
- Fred Melamed (VF : Sylvain Lemarié) : Bruce Ben-Bacharach
- Mary Kay Place (VF : Annie Le Youdec) : Marilyn Bamford

### Acteurs récurrents
- Ana Gasteyer (VF : Brigitte Virtudes) : Karen Grisham, l'agent de Maria
- Ed Begley Jr. (VF : Hervé Furic) : Joel Bamford
- Lennon Parham (en) (VF : Nathalie Gazdik) : Larissa
- Bridget Everett (VF : Emmanuelle Rivière) : Dagmar
- Mo Collins (VF : Sybille Tureau) : Susan Beeber
- Dean Cain (VF : Emmanuel Curtil) : Graham
- June Diane Raphael (VF : Brigitte Virtudes) : Karen Grisham, l'agent immobilier de Maria
- Jenny Slate (VF : Brigitte Virtudes) : Karen Grisham, la coach de vie de Maria
- Ólafur Darri Ólafsson (VF : Yann Guillemot) : Scott
- Yimmy Yim : Chantrelle
- Kyle McCulloch (en) : Bert

- Version française
  - Société de doublage : Deluxe Media Paris[2]
  - Direction artistique : Barbara Delsol[2]

 Source et légende : version française (VF) sur RS Doublage

### Invités
- Stephnie Weir (en)
- Sarah Silverman[3]
- Tig Notaro
- Adam Pally
- Patton Oswalt (VF : Jérôme Wiggins)
- Esther Povitsky
- John Mulaney
- John Ridley
- Mark McGrath
- Mira Sorvino
- Brandon Routh
- Wendie Malick
- Missi Pyle
- Annie Mumolo
- Joanna Cassidy
- Kerri Kenney
- Jason Mantzoukas (VF : David Mandineau)
- Jon Cryer

## Production
Le 19 juin 2015, Netflix annonce la commande d'une première saison.
Le 27 juillet 2016, la série est renouvelée pour une deuxième saison.
Le 13 janvier 2018, la série a été annulée.

## Épisodes

### Première saison (2016)
1. Pilote (Pilot
2. Bisexuel à cause de la meth (Bisexual Because of Meth)
3. White Trash (White Trash)
4. Jack et Diane (Jack and Diane)
5. Je t'aime (I Love You)
6. Coach de glandage (Loaf Coach)
7. Josue (Josue)
8. Le Miracle du jour du Vaginisme (A Vaginismus Miracle)
9. Plus d'amis au bord de la route (No Friend Left Behind)
10. Couteauphobie (Knife Feelings)
11. Maria Bam Bam Bamford (Mein Ramp)
12. Super Grisham (Enter the Super Grisham)

### Deuxième saison (2017)
Cette saison a été mise en ligne le 10 novembre 2017.
1. Wet Raccoon
2. Hypnopup
3. Goof Around Gang
4. Fridge Over Troubled Daughter
5. Souplutions
6. Apache Justice
7. Kids Have to Dance
8. Little Manila